# Evgueni Zagrebelny
Evgueni Zagrebelny (Євген Олексійович Загребельний en ukrainien), né le 10 août 1967 à Novoazovsk, est un coureur cycliste soviétique et ukrainien, actif lors de la fin des années 1980 et au début des années 1990. Professionnel en 1992, il a notamment obtenu deux médailles sur les mondiaux du contre-la-montre par équipes en 1987 et 1989, alors qu'il défendait encore les couleurs de l'Union soviétique.

## Palmarès
- 1985
  -  Médaillé d'argent du championnat du monde sur route juniors
  -  Médaillé d'argent du championnat du monde du contre-la-montre par équipes juniors
- 1987
  -  Médaillé d'argent du championnat du monde du contre-la-montre par équipes amateurs  (avec Assiat Saitov, Igor Sumnikov et Viktor Klimov)
- 1989
  - 2e du championnat d'Union soviétique du contre-la-montre par équipes
  -  Médaillé de bronze du championnat du monde du contre-la-montre par équipes amateurs (avec Oleh Halkin, Viktor Klimov et Yuri Manuylov)
- 1990
  - 8e et 12e étapes du Tour du Mexique
  - Cinturón a Mallorca :
    - Classement général
    - 2e étape
- 1991
  - 1re étape du Tour d'Autriche
- 1992
  - 2e du championnat d'Ukraine sur route
- 1994
  - 9e étape du Tour d'Uruguay
  - 2e du Tour d'Uruguay